# Station Liesle
Station Liesle is een spoorweghalte in de Franse gemeente Liesle. Zij wordt bediend door treinen van het netwerk TER Bourgogne-Franche-Comté op de verbindingen   Besançon - Bourg-en-Bresse en Lons-le-Saunier.